# Libro della vita

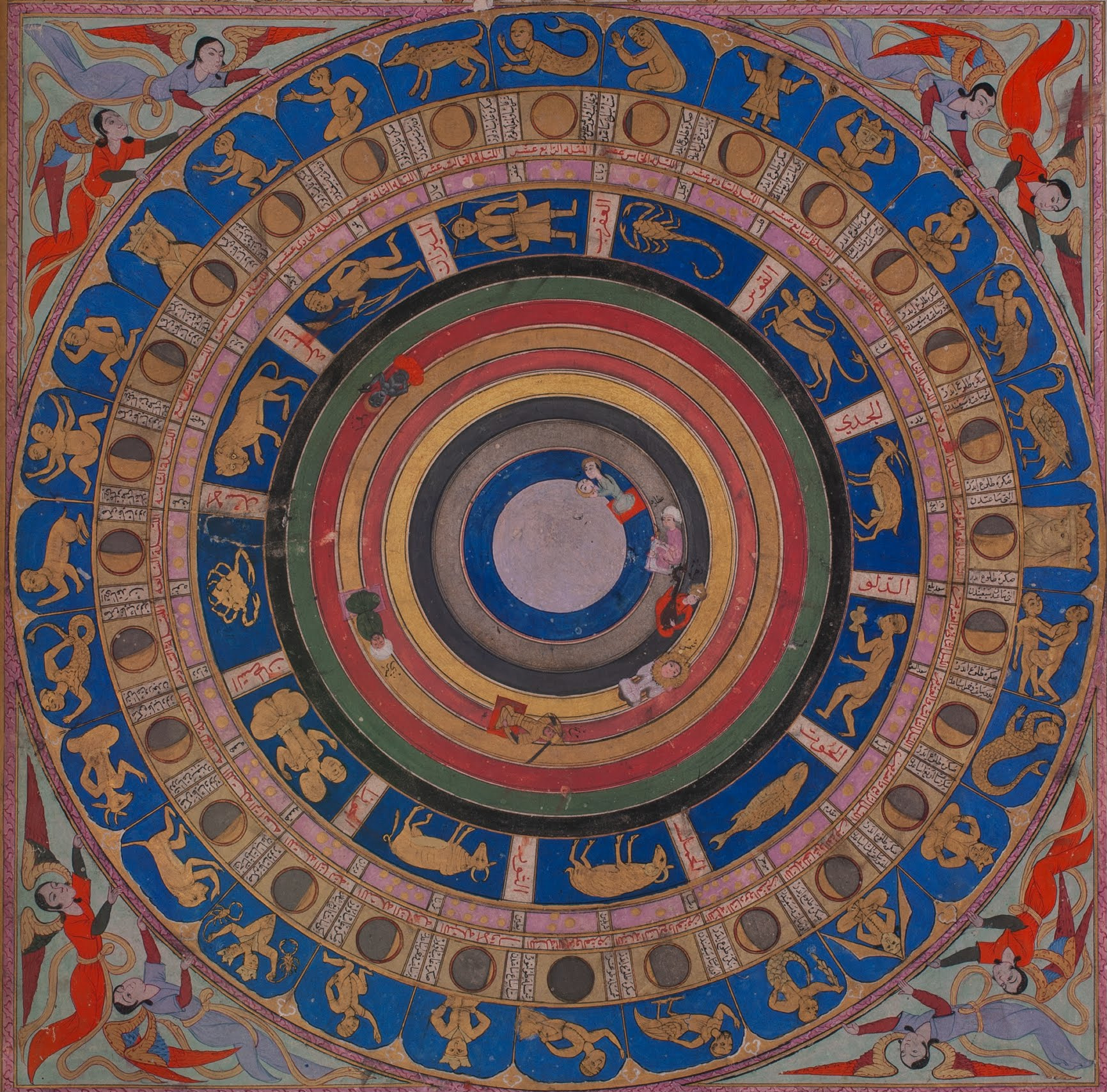
Carta celeste (da un manoscritto illustrato di Zubdat-al Tawarikh, 1583)

Il Libro della vita, nel cristianesimo e nell'ebraismo (in ebraico ספר החיים‎?, traslitt. Sefer HaChaim; greco: βιβλίον τῆς ζωῆς Biblíon tēs Zōēs) è il libro sul quale Dio registra i nomi di ogni persona destinata al Paradiso o al Mondo a venire. Secondo il Talmud, il libro viene aperto durante Rosh Hashanah, come accade anche al suo opposto, il Libro dei morti. Per questa ragione, il Libro della vita viene citato durante la recitazione delle preghiere dell'Amidah nelle varie importanti festività ebraiche.

## Analisi
In ambito biblico dunque, vari passi indicano che Dio abbia un "libro" o "rotolo" nel quale sono elencate le persone fedeli che attendono di ricevere la vita eterna, in cielo o sulla terra. Si afferma in essi che Dio osservi gli uomini che mostrano fede, meritando così di essere approvati e ricordati da Lui. In Malachia 3:16 si legge: "Il Signore porse l'orecchio e li ascoltò: un libro di memorie fu scritto davanti a lui per coloro che lo temono e che onorano il suo nome. Essi diverranno - dice il Signore degli eserciti - mia proprietà nel giorno che io preparo. Avrò compassione di loro come il padre ha compassione del figlio che lo serve." Anche se intesa come metafora, si deduce che dal tempo di Abele in poi Dio abbia preso nota, come scrivendoli in un libro, di quei componenti del mondo del genere umano redimibile che meritano di essere ricordati ai fini della vita eterna. Anche i cristiani unti hanno il loro ‘nome scritto in questo rotolo della vita’ o libro di memorie per ricevere la vita eterna, e nel loro caso si tratterà della vita in cielo (Filippesi 3:14,20;4:3). Al contrario, dice: coloro "il cui nome non è scritto nel libro della vita fin dalla fondazione del mondo, stupiranno al vedere che la bestia era e non è più, ma riapparirà." (Apocalisse 17:8).
D'altronde, gli esegeti biblici e teologi di entrambe le fedi sostengono che il fatto che si prenda nota di qualcuno per ricordarlo con approvazione (cioè che il suo nome venga scritto nel Libro della vita), non significa che questi abbia la garanzia della vita eterna, come se vi fosse predestinato o come se la situazione non potesse subire cambiamenti. Si vedano per esempio i seguenti passi:
Si evince quindi che, anche dopo che Dio aveva elencato qualcuno con approvazione nel suo "Libro", costui poteva diventare iniquo e abbandonare la fede. In tal caso, Dio avrebbe "cancellato il suo nome dal libro della vita" (Apocalisse 3:5). Ma per gli "unti", fedeli a Dio fino alla morte (Apocalisse 2:10;3:5) i loro nomi diverranno permanentemente "scritti nel libro della vita" (Apocalisse 20:5-15).

## Nell'Ebraismo
Nel Tanakh (Bibbia ebraica), il Libro della vita è il Libro o Registro dell'appello di Dio, nel quale tutti i popoli che sono considerati giusti davanti a Lui sono registrati per sempre. Si sostiene con certezza che Dio abbia tale libro ed esservi cancellati significa la morte eterna. È con riferimento al Libro della vita che Isaia dice dei santi rimasti a Gerusalemme che saranno iscritti nella vita; si veda anche Ezechiele 9:4, dove uno dei sei messaggeri celesti che "aveva al fianco la borsa da scriba" viene istruito a segnare i giusti alla vita, mentre il resto degli abitanti di Gerusalemme sono condannati alla morte. Similmente il salmista parla del Libro della vita in cui solo i nomi dei giusti sono scritti "e [i rei] siano cancellati dal libro della vita e non siano iscritti fra i giusti" (Salmi 69:28-29). Anche le lacrime degli uomini sono registrate in questo Libro di Dio. Il profeta Daniele dichiara:
Questo "libro" è probabilmente identico al "Libro della memoria" dove sono registrate le azioni di coloro che hanno timore di Dio.

### Libri "in cielo"
Dopo l'episodio del vitello d'oro, Mosè disse al Signore: "[Ma se Tu non perdoni il loro peccato,] cancellami dal libro che Tu hai scritto!" (Esodo 32:32). La maggioranza dei midrashim e commentatori dell'antichità identificano questo con il "libro della vita". Si sono già citati sopra i passi biblici che menzionano tale libro, dove i fedeli sono registrati per la vita. Tra i rabbini, Rabbi Jochanan Ben Zakkai parla di tre libri aperti a Rosh haShana: uno per il giusto, uno per il malvagio e uno per le persone comuni (Bavli, Rosh Hashanah (Talmud) 16b). Secondo il saggio Rabbi Abbahu: "A Rosh haShana il Re siede sul trono del giudizio e i libri dei viventi e dei defunti sono aperti davanti a Lui." (Bavli, Rosh Hashanah (Talmud) 32b). Questa idea si trova già nel Libro di Daniele: "La corte sedette e i libri furono aperti" (Daniele 7:10).
È comune che le Scritture parlino di azioni umane che vengono registrate in cielo. Malachia chiama questa ricorrenza libro della memoria: "Allora parlarono tra di loro i timorati di Dio. Il Signore porse l'orecchio e li ascoltò: un libro di memorie fu scritto davanti a Lui per coloro che Lo temono e che onorano il Suo nome." (Malachia 3:16). Questo viene chiamato ad un certo punto nel midrash: "Il Libro del Santo e Benedetto". I rabbini assimilarono queste immagini di un Libro di azioni: Rabbi Akiva usa l'immagine della tavoletta attiva sulla quale la mano scrive un resoconto di azioni umane (Pirkei Avot 3:16).
C'era un detto popolare tra i rabbini: "Il Santo mostrò ad Adamo ciascuna generazione ed i suoi relativi insegnanti, amministratori, capi, profeti, eroi, peccatori e santi. In questa data generazione il tal dei tali sarà re; in quella generazione il tal dei tali sarà un Saggio." Questa storia veniva attribuita a vari maestri antichi, a Rabbi Simeon ben Lakish a nome di Rabbi Eleazar ben Azariah, o a Rabbi Joshua ben Korhah. Non viene menzionato alcun "libro"; il Santo piuttosto mostrò ad Adamo le future generazioni come in una sfilata. Tuttavia altri Saggi ampliarono la nozione ad un "Libro di Adamo" e lo collegarono anche ad un versetto dei Salmi: "Ancora informe mi hanno visto i tuoi occhi e tutto era scritto nel tuo libro" (Salmi 139:16).
Potrebbe sembrare che l'idea di una Torah scritta e preesistente in cielo si sia sviluppata da una concetto che era prevalente in Israele, di un libro in cielo dove venivano registrate azioni umane. Tuttavia la differenza tra i due è profonda e fondamentale. Il "libro della memoria" celeste è un registro privato di Dio; nessun occhio umano l'ha mai visto, né tale libro è mai sceso in terra. Invece la Torah è venuta in terra ed è studiata dagli esseri umani. Credenze a riguardo di libri e tavolette in cielo erano comuni tra i popoli del Vicino Oriente antico. Per gli ebrei è oltremodo importante evitare la convinzione che la Torah esistesse in cielo in forma di libro. Il "libro della vita", o "libro della memoria", è nel dominio segreto di Dio. I profeti ne parlarono, ma nessuno se non Dio l'ha mai visto, fintanto che l'autore di Daniele (uno dei primi visionari apocalittici) ebbe a dire: "Io ti dichiarerò ciò che è scritto nel libro della verità" (Daniele 10:21). Persino gli antichi rabbini riservarono accesso di questa conoscenza solo ad Adamo, creazione diretta di Dio.
Il profeta Ezechiele in verità dice di aver visto "una mano tesa verso di me [che] teneva un rotolo. Lo spiegò davanti a me; era scritto all'interno e all'esterno e vi erano scritti lamenti, pianti e guai" (Ezechiele 2:9-10), ma abbiamo solo la sua descrizione sommaria dei contenuti del rotolo. Le parole rimangono un mistero.

### Nel Libro dei Giubilei
Il Libro dei Giubilei parla di due tavolette o libri celesti: un Libro della vita per il giusto e un Libro della Morte per coloro che camminano per sentieri di impurità e sono iscritti nelle tavolette celesti come avversari (di Dio). Inoltre, secondo ibid. 36:10, colui che fa del male al prossimo sara cancellato dal Libro della memoria degli uomini e non sara segnato nel Libro della vita, bensì nel Libro della perdizione. In Daniele 7:10 e Enoch 47:3 "l'Antico di Giorni" è descritto come seduto sul Suo Trono di gloria con "il Libro" o "il Libro della vita" ("dei Viventi") aperto davanti a Lui. Così sono, secondo Enoch 104:1, i giusti "scritti davanti alla gloria del Grande" e, secondo Enoch 108:3, i trasgressori "cancellati dal Libro della vita e dai libri santi." Si fa riferimento a questo Libro della vita anche nel Pastore di Erma (greco: Ποιμήν του Ερμά; latino: Haermae Pastor), testo paleocristiano di genere apocalittico, composto nella prima metà del II secolo (Visione 1:3; Mandato 8; Similitudine 2); in Apocalisse 3:5;13:8;17:8;20:12-15, in cui "due Libri" sono menzionati come "aperti davanti al trono, il Libro della vita e il Libro della Morte", dove in quest'ultimo gli iniqui sono registrati insieme alle loro malefatte, per poi venir gettati nello "stagno di fuoco." È nel Libro della vita che i nomi degli apostoli sono "scritti nei cieli" (Luca 10:20), o "gli altri miei collaboratori" citati da Paolo di Tarso (Filippesi 4:3) e "l'assemblea dei primogeniti iscritti nei cieli" (Ebrei 12:23; cfr. I Clem. 45.) Viene fatta allusione a questi Libri di Registrazioni nel Libro di Enoch alle sezioni 81:4, 84:61-77, 90:17-20, 98:76, 104:7; nella Apocalisse di Baruc 24:1; nella Ascensione di Isaia 9:20.

## Riferimenti nel Nuovo Testamento
Il Libro della vita viene citato sei volte nell'Apocalisse di Giovanni, uno dei libri del Nuovo Testamento attribuito a Giovanni di Patmos. Vi si descrive che solo coloro i cui nomi sono iscritti nel Libro della vita dalla fondazione del mondo e non sono stati cancellati dall'Agnello, vengono salvati nel Giudizio universale, tutti gli altri sono condannati: "E se qualcuno non fu trovato scritto nel libro della vita, fu gettato nello stagno di fuoco." (Apocalisse 20:15). Anche:

### La chiamata escatologica
Mentre la tendenza prevalente tra gli scrittori apocrifi della scuola asidea era di dare al Libro della vita un significato escatologico a — e a ciò tendono anche il Targum Jonathan a Isaia 4:3 e Ezechiele 13:9 (cfr. Targum Yerushalmi a Esodo 32:32) — la liturgia e la tradizione ebraiche che si riferiscono ai giorni di Capodanno e dell'Espiazione aderiscono all'opinione che attribuisce al Libro della vita il suo significato naturale, preferendo, da un punto di vista pratico, l'approccio di questo mondo dell'Ebraismo a quello dell'altro mondo celeste degli Esseni. Invece di trasferire, come viene fatto nel Libro di Enoch, nel Testamento di Abramo e altrove, il grande Grande Giorno del Giudizio all'aldilà, la scuola farisaica insegnò che nel primo giorno di ogni anno (Rosh haShana) Dio siede a giudicare le Sue creature e ha davanti i Libri della vita insieme ai libri che contengono le registrazioni dei giusti e degli iniqui. Da questo susseguente concetto di giudizio futuro nacque inoltre l'idea (cfr. Testamento di Abramo, vers. "A", XIV.) di una terza classe di persone che non sono più tenute in sospeso, in attesa di esser giudicate ("Benonim", i mediani) e di un relativo terzo libro, della gente comune (Rosh Hashanah (Talmud) 16b). In Tosefta Sanhedrin XIII.3, tuttavia, solo il giudizio annuale di Rosh ha-Shanah (Yom ha-Din) è riconosciuto (cfr. Tos. R. H. I. 13, opinione di Rabbi Jose in opposizione a quella di Rabbi Akiva e Rabbi Meir, che è quella accettata universalmente).
L'origine del libro celeste della vita deve essere cercata a Babilonia, mentre l'idea del Giudizio annuale sembra essere stata adottata dagli ebrei sotto l'influenza babilonese nel periodo postesilico. Le leggende babilonesi parlano delle Tavolette dei Destini; anche delle tavolette delle trasgressioni, dei peccati, delle malefatte, delle maledizioni ed esecrazioni, di una persona che deve essere "gettata nelle acque", cioè annientata. Infine, la Mishnah riporta che le opere e azioni di ogni essere umano sono registrate in un libro (Avot II.1, cfr. III.16).

## Beneficenza
Il motivo del Libro della vita si ritrova spesso nei luoghi di culto ebraici, sia come elemento decorativo che di raccolta fondi per beneficenza. In certe sinagoghe moderne si usa porre su di una parete il "libro della vita" sul quale vengono incisi nomi di benefattori e filantropi.